# Józef Erbel
Józef Bolesław Erbel (ur. 14 marca 1899 w Wymysłowie, zm. 2 lutego 1984 w Starachowicach) – nauczyciel i działacz państwowy.
Urodził się we wsi Wymysłów (obecnie część Szydłowca) w rodzinie rzemieślniczej. Ukończył szkołę elementarną im. Jana III Sobieskiego w Szydłowcu. Został słuchaczem kursu zorganizowanego przez seminarium nauczycielskie w Radomiu. Po jego ukończeniu w 1919 rozpoczął pracę w szkole w Szydłowcu. W 1920 na ochotnika zaciągnął się do wojska i uczestniczył w wojnie. Po jej zakończeniu nadal pracował w szkole. Równocześnie kontynuował naukę. Przez rok uczęszczał na Wyższy Kurs Nauczycielski, później przez dwa lata studiował w Państwowym Instytucie Nauczycielskim.
Działał w miejscowej Ochotniczej Straży Pożarnej. W wyborach parlamentarnych w 1928 ubiegał się o mandat posła. Startował wtedy z listy BBWR-u, jednak nie zdobył poparcia.
W tym samym roku został kierownikiem Publicznej Szkoły Powszechnej nr 4 im. J. Słowackiego w Skarżysku-Kamiennej. Wprowadzał innowacje pedagogiczne takie jak: pracownie przedmiotowe, miejska pracownia robót ręcznych, system mannheimski. Podjął starania o wybudowanie przy szkole sali gimnastycznej.
W latach 1934–1939 był miejskim radnym. Należał wtedy do sanacyjnego Bloku Gospodarczego. Był członkiem Związku Nauczycielstwa Polskiego, i od 1936 prezesem jego oddziału powiatowego.
Po przegranej wojnie obronnej 1939 r. zaangażował się ruch oporu – głównie organizując tajne nauczanie. Był członkiem Organizacji Orła Białego. 30 stycznia 1940 został aresztowany, był więziony i torturowany. Skazano go na pobyt w obozie koncentracyjnym. Przez pięć lat był kolejno więźniem Buchenwaldu, Groß-Rosen, Dachau i Ottobraun. Po wyzwoleniu przez wojska Stanów Zjednoczonych kilka miesięcy przebywał na rekonwalescencji w Szwajcarii.
W grudniu 1945 wrócił do ojczyzny. Znów objął funkcję kierownika Szkoły Powszechnej nr 4. Pod jego kierunkiem odbywał się remont budynku placówki, który podczas wojny służył Niemcom za szpital. W 1950 na bazie szkoły zorganizował 11-letnią szkołę ogólnokształcącą Towarzystwa Przyjaciół Dzieci. W drugiej połowie lat 50. rozpoczął realizację w szkole eksperymentu politechnicznego. Był członkiem ZNP i ZBoWiD-u. W 1972 przeszedł na emeryturę.